# Hamsterley, Consett
Hamsterley är en by i kommunen Durham i grevskapet Durham i England. Byn är belägen 20,9 km 
från Durham. Orten har 1 072 invånare (2015).